# 5-й повітряний флот (Третій Рейх)
5-й пові́тряний флот (нім. Luftflotte 5) — повітряний флот Люфтваффе, одне з основних оперативно-стратегічних об'єднань ВПС Німеччини в роки Другої світової війни.

## Історія
Флот був сформований 12 квітня 1940 в Гамбурзі і брав участь в операції «Везерюбунг». 24 квітня 1940-го перебазований в Осло. Відповідав за повітряні операції Люфтваффе в окупованій Норвегії. Також брав участь у Битві за Атлантику та бойових діях у Заполяр'ї.

## Командування

### Командири
- генерал-фельдмаршал Ергард Мільх (нім. Albert Kesselring) (12 квітня — 9 травня 1940);
- генерал-полковник Ганс-Юрген Штумпф (нім. Hans-Jürgen Stumpff) (10 травня 1940 — 27 листопада 1943);
- генерал авіації Йозеф Каммгубер (нім. Josef Kammhuber) (27 листопада 1943 — 16 вересня 1944).

## Абревіатури та скорочення
- FAGr = Fernaufklärungsgruppe = літак-розвідник.
  - Gruppe = ескадра
- JG = Jagdgeschwader = винищувач
  - Geschwader = аналог групи в Королівських ВПС Великої Британії
- KG = Kampfgeschwader = бомбардувальник
- KG zbV = Kampfgeschwader zur besonderen Verwendung = військово-транспортний літак, пізніше — TG
- NAGr = Nahaufklärungsgruppe = літак зв'язку
- NASt = Nahaufklärungsstaffel = літак зв'язку
  - Staffel = аналог ескадрильї у ВПС Великої Британії
- NSGr = Nachtschlachtgruppe = нічний штурмовик
- SAGr = Seeaufklärungsgruppe = бомбардувальник, що патрулює
- SG = Schlachtgeschwader = штурмовик
- TG = Transportgeschwader= військово-транспортний літак